# معهد باستور
معهد باستور (بالفرنسية: Institut Pasteur)‏ هي مؤسسة فرنسية خاصة لا تهدف إلى الربح، تختص بدراسة علم الأحياء والميكروبات والأمراض واللقاحات. تأسس المعهد في 4 يونيو 1887 وافتتح في 14 نوفمبر 1888، وسمي بهذا الاسم نسبة إلى لويس باستور، الذي حقق العديد من الاكتشافات الهامة في الطب الحديث في زمنه، من بينها البسترة ولقاحات كل من داء الكلب والجمرة الخبيثة.
تصدر معهد باستور الساحة لأكثر من قرن في مجال مكافحة الأمراض المعدية، ويذكر أن معهد باستور هو أول معهد بحثي قام بعزل فيروس نقص المناعة المكتسبة ـ المسبب لمرض الإيدز ـ سنة 1983، كما شهد العديد من الاكتشافات العلمية التي مكنت الطب الحديث من مواجهة أمراض شديدة الوطأة من بينها الدفتيريا والتيتانوس (الكزاز) والدرن وشلل الأطفال والإنفلونزا والحمى الصفراء والطاعون.
حصل ثمانية من علماء معهد باستور على جائزة نوبل حتى اليوم، كان أولهم إيليا ميتشنيكوف سنة 1908، وآخرهم فرانسواز باري سينوسي ولوك مونتانييه الذين تقاسما جائزة نوبل في الطب سنة 2008.

## وصلات خارجية
- الموقع الرسمي
- مقال عن معهد باستور على موقع مؤسسة نوبل بقلم فرنسوا جاكوب (بالإنجليزية والفرنسية)